# Alexandra Liljekvist
Alexandra Liljekvist, född 21 februari 1990 i Malmö och uppvuxen i Limhamn-Bunkeflo, är en svensk sångare och skådespelare.
Alexandra Liljekvist slog igenom 2003, då bara 13 år gammal, med musikallåten Julia, och blev Skånes stjärnskott 2003. Hon var med i Radio Malmöhus och Kvällspostens Sommarchansen samma år som den yngsta deltagaren någonsn och kom tvåa med låten Julia. Hon har sedan dess medverkat i ett antal musikaler, fick nyinviga Limhamns torg 2003 av Malmö stad, har fått ett antal musikstipendier, och uppträder idag runtom i Sverige.
I maj 2009 vann Alexandra Liljekvist den nationella sångtävlingen Next Star 2009.
Alexandra fick då som pris i tävlingen var med på fem av Diggiloos konserter under Diggiloo-turnén 2009. 2011 tävlade Alexandra för att få representera Sverigesradio Malmöhus i sångtävlingen Svensktoppen nästa. Alexandra vann Svensktoppen nästa P4 Malmöhus 2011.